# Corydoras pulcher
Corydoras pulcher és una espècie de peix de la família dels cal·líctids i de l'ordre dels siluriformes que es troba a Sud-amèrica: Brasil.
Els mascles poden assolir els 5 cm de longitud total.